# Pol Roigé
Pol Roigé Rodríguez (Barcellona, 28 gennaio 1994) è un calciatore spagnolo, centrocampista o attaccante dell'Antequera.

## Carriera
Ha giocato nella massima serie svedese e nella seconda divisione spagnola.